# Ian L. Campbell
Ian Leslie Campbell (22 febbraio 1945) è uno storico britannico specializzato in storia dell'Etiopia, con un focus particolare sull'occupazione italiana del paese.
Durante la sua carriera, ha lavorato insieme allo studioso Richard Pankhurst, fondatore dell'Institute of Ethiopian Studies e figlio della suffragetta Sylvia Pankhurst.
Il suo primo libro sul colonialismo italiano in Etiopia è The Plot to Kill Graziani (Addis Abeba University Press nel 2010), un'analisi della pianificazione dell'attentato a Rodolfo Graziani avvenuto il 19 febbraio 1937. The Plot to Kill Graziani è stato dichiarato Ethiopian Book of the Year da Richard Pankhurst, ed è stato presentato dalla rete nazionale etiope, Ethiopian Broadcasting Corporation, nonché menzionato nella collana di viaggi della casa editrice Eland, Ethiopia Through Writers' Eyes.
Il suo secondo libro, The Massacre of Debre Libanos (AAU Press, 2014), racconta il massacro dei membri della Chiesa copta etiope nel monastero di Debre Libanos tra il 21 e il 29 maggio 1937. Le scoperte di Campbell sul massacro di Debre Libanos sono state presentate nei documentari italiani Debre Libanos e If Only I Were That Warrior.
Il suo terzo libro è The Addis Abeba Massacre (Hurst, London & Oxford University Press, New York, 2017), un resoconto delle atrocità avvenute in seguito all'attentato a Rodolfo Graziani denominato Yekatit 12. Il libro ha ottenuto una vasta gamma di recensioni internazionali, e nel 2018 è stato pubblicato in un'edizione italiana, Il massacro di Addis Abeba (Rizzoli, 2018), sollevando un dibattito in Italia sulle responsabilità di colonialismo italiano.
In 2022 Campbell ha pubblicato Holy War: The Untold Story of Catholic Italy's Crusade Against the Ethiopian Orthodox Church (Hurst). In questo libro Campbell denuncia il coinvolgimento della Chiesa Cattolica Italiana nel facilitare l'invasione dell'Etiopia da parte di Mussolini, evidenziando le responsabilità di figure chiave nelle gerarchie Vaticane come Papa Pio XI, il Segretario di Stato Eugenio Pacelli (futuro Papa Pio XII) e l'Arcivescovo di Milano Alfredo Ildefonso Schuster. Il volume è stato nominato uno dei migliori libri del 2022 dall'associazione American Foreign Affairs, ed è stato acclamato da numerosi critici a livello mondiale.